# Avenida Carrilet

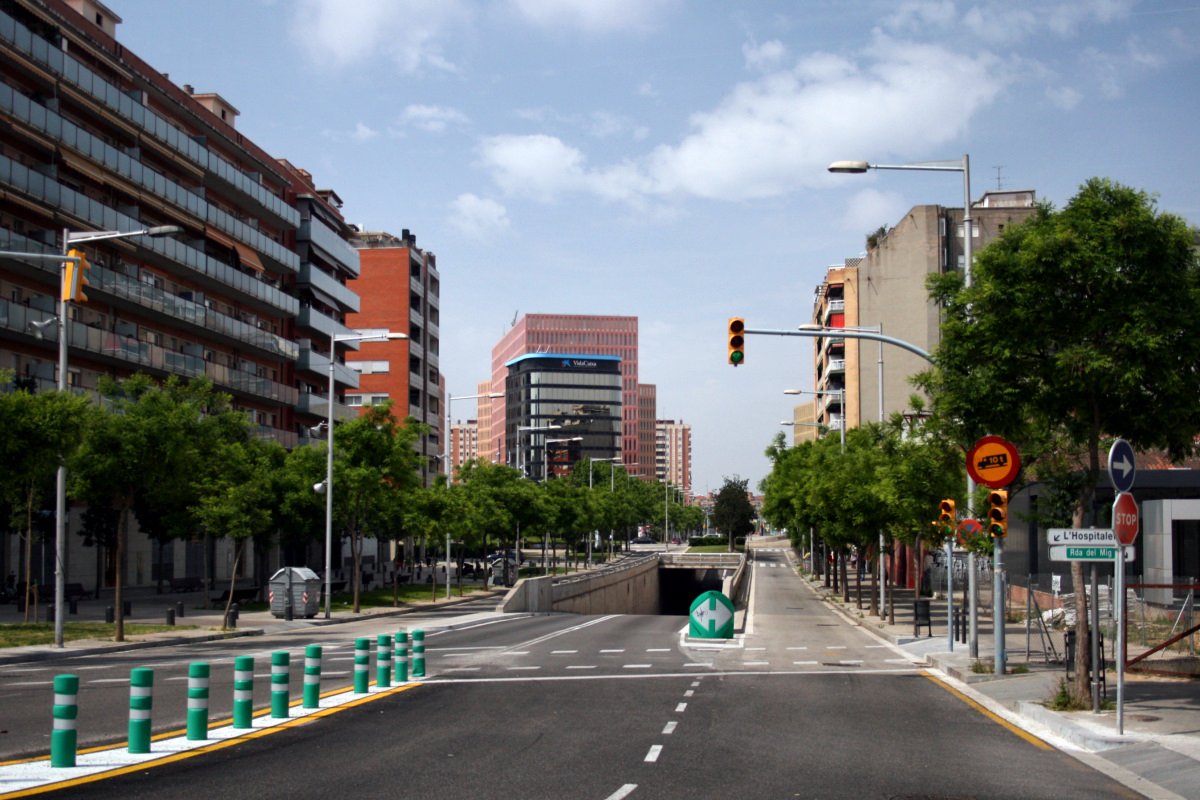
Fotografía de la avenida

La Avenida Carrilet es una importante avenida de Hospitalet de Llobregat.
La calle divide Hospitalet en norte y sur, atravesando los barrios de San José y Santa Eulalia. Empieza en el límite territorial con Cornellá y finaliza en La Gran Vía de las Cortes Catalanas.
Cuenta con una parada de metro homónima, de la Línea 1 y 8 del metro de Barcelona.
Su nombre viene del apelativo coloquial catalán con el que se apodaba al antiguo ferrocarril.
- Datos: Q56317453